# Kilala Princess
Kilala Princess (jap. きらら☆プリンセス, Kirara Purinsesu) ist ein Manga der Autorin Rika Tanaka und der Zeichnerin Nao Kodaka, der ab 2005 in Japan erschien. Das Werk lässt sich in die Genres Romantik und Fantasy einordnen und ist ein Crossover mit dem Disney-Princess-Franchise.

## Handlung
Kilala ist ein verträumtes Mädchen, das die sechs Disney-Prinzessinnen über alles liebt. Doch sie lebt allein, da ihre Eltern in einem weit entfernten Land sind, wo Kilalas Mutter wieder gesund werden soll. Eines Tages nach der Schule liegt bei Kilala ein mysteriöser Junge mit einem wunderschönen Diadem bewusstlos im Garten. Nachdem er aufgewacht ist, stellt sich dieser Junge als Prinz Rei von Paradisos vor, der von Valdou begleitet wird. Zusammen sind sie auf der Suche nach der auserwählten Prinzessin, der das Diadem gehört und die in der Lage sei soll, Paradisos zu retten.
Kilala führt die zwei zu einem Prinzessinnen-Wettbewerb, den Kilalas Freundin Erika gewinnt. Doch Erika wird von den Verschwörern aus Paradisos entführt, die verhindern wollen, dass die auserwählte Prinzessin das Land rettet. Eine Jagd beginnt, die im Wald an einem großen Holztor endet und Kilala und Rei zu Schneewittchen bringt. Von hier an geht die Reise von einer Disney-Prinzessin zur anderen. Bei jeder Prinzessin bekommt Kilala einen Edelstein, der in das Diadem eingesetzt wird, denn wenn sechs Edelsteine im Diadem vereint sind, wird die siebte Prinzessin erwählt.
Doch bald zeigt sich, dass Valdou nicht auf der Seite der Guten steht, sondern Jagd auf Kilala und Rei macht. Zwischenzeitlich zurück in Paradisos, treffen Kilala und Rei auf Silvia, Reis Verlobte, die sie fortan begleitet. Nachdem alle sechs Edelsteine gefunden sind, kehren alle drei zurück nach Paradisos zum letzten Kampf gegen Valdou.

## Charaktere
- Kilala Reno (きらら・リーノ): Kilala ist verträumt und liebt die sechs Disney Prinzessinnen über alles. Sie ist sehr abenteuerlustig und scheut kein Risiko. Für Rei will sie eine Prinzessin werden. Sie hat eine Springmaus namens Tippe, die immer an ihrer Seite ist.
- Rei (レイ): Rei ist der Prinz von Paradisos und ist auf der Suche nach der 7. Prinzessin, die dringend für den Frieden in Paradisos gebraucht wird.
- Valdou (バルドー): Zu Beginn ist Valdou Reis Gefährte. Doch bald stellt sich heraus, dass er am Putsch in Paradisos beteiligt ist. Er will Kilala gefangen und das Diadem an sich nehmen, damit Paradisos nicht gerettet werden kann.
- Silvia (シルフィ): Silvia ist die Prinzessin von Frodisos, einem Nachbarstaat von Paradisos. Zudem ist sie Reis Verlobte und nennt ihn immer „Darling“.

## Veröffentlichung
Der Manga erschien in Japan ab September 2005 im Shojo-Magazins Nakayoshi des Verlags Kodansha. Die Kapitel wurden später auch in fünf Sammelbänden veröffentlicht.
Eine englische Fassung des Mangas erscheint bei Tokyopop, außerdem bringt Chuang Yi die Bände in Singapur heraus. Alle fünf Bände erschienen von Dezember 2006 bis Mai 2009 auf Deutsch bei Egmont Manga & Anime. Die Übersetzung stammt von Costa Caspary.